# 银色闪电微风号列车
银色闪电微风号列车（英語：Silver Streak Zephyr）是一列由芝加哥、伯靈頓和昆西鐵路（CB&Q）营运、运行于内布拉斯加州林肯和密苏里州堪薩斯城之间的旅客列车，列车得名于一部在1934年所拍攝并由先锋者微风号列车（英語：Pioneer Zephyr）参与演出的電影《银色闪电》（The Silver Streak）。银色闪电微风号列车于1940年4月15日正式投入服务，每天往返于林肯车站和堪萨斯城联合车站之间，中途经停奥马哈和圣约瑟夫，至1959年停运。